# Halo galáctico
O halo galáctico é a região do espaço ao redor das galáxias espirais, incluindo nossa galáxia, a Via Láctea. Pensa-se que está formado por gás interestelar pouco denso, estrelas velhas (anãs vermelhas e anãs marrons) e matéria escura (MACHO e WIMP).

## Estrelas do halo
A maior parte das estrelas em uma galáxia espiral estão localizados perto de um plano (o plano galáctico), em órbitas mais ou menos circulares em torno do centro da galáxia (núcleo galáctico) ou bem em uma zona esferoidal que circunda o núcleo (bulbo galáctico). No entanto, algumas estrelas estão localizadas em um halo, também forma esferoidal, que circunda a galáxia. O comportamento orbital de algumas dessas estrelas não é claro, mas poderia ser que descobriram órbita retrógrada e / ou com uma grande inclinação, ou simplesmente se movem em órbitas irregulares. As estrelas do halo podem provir de pequenas galáxias que se fundem com a galáxia espiral; por exemplo, a Galáxia Anã Elíptica de Sagitário está em processo de fusão com a Via Láctea e certas observações indicam que algumas estrelas do halo da Via Láctea podem provir da galáxia.
Ao contrário do disco galáctico, o halo parece não conter a poeira interestelar, e também as estrelas do halo são da População II, muito mais velhas e com menor metalicidade do que a População I do disco galáctico (mas semelhantes aos do bulbo galáctico). O halo galáctico também tem inúmeras aglomerados globulares.
Às vezes, o movimento das estrelas do halo são realizadas através do disco galáctico, e algumas anãs vermelhas próximas ao sol pertencem ao halo galáctico, como por exemplo, a Estrela de Kapteyn e Groombridge 1830. Por causa de seu movimento irregular em torno do centro da galáxia, supondo que realmente executar o movimento, essas estrelas frequentemente têm um movimento próprio raramente elevado.

## Matéria escura do halo
Para além da parte visível do halo galáctico, há uma região muito mais extensa, conhecida como o halo sombrio, ou coroa galáctica, halo galáctico, que contém grandes quantidades de matéria escura.
A presença de matéria escura no halo é detectado pelo seu efeito gravitacional sobre a curva de rotação da galáxia espiral. Sem grandes quantidades de massa no halo extenso, a velocidade de rotação da galáxia deve diminuir a grande distância do núcleo galáctico. No entanto, as observações da linha de emissão do hidrogênio atômico (conhecido na astronomia sob o nome HI) mostram que a curva de rotação de muitas galáxias espirais segue sendo plana além de onde acaba a matéria visível. A ausência de matéria visível implica a presença da matéria não observada (ou seja, escura). Dizer que essa matéria escura não existe significaria que a teoria da relatividade geral é falsa, o que poderia ser possível, mas a maioria dos cientistas que precisam de muitas mais de provas antes de considerar essa eventualidade.
A natureza da matéria escura no halo galáctico de galáxias espirais é ainda indeterminada, mas as teorias mais em voga prevêem que o halo sombrio abriga grande número de pequenos corpos conhecidos como MACHOS e / ou WIMPS. Observações do halo da Via Láctea em busca de sucessos de lente gravitacional mostram que o número de MACHOS não é suficiente para explicar a massa necessária.